# Матигсалугский язык
Матигсалугский язык (матигс. Matigsalug Manobo, Matig-Salug Manobo, Tigwa) — австронезийский язык, на котором говорят на северо-востоке провинции Букиднон и в Давао-дель-Норте острова Минданао на Филиппинах. Диалекты языка расходятся: куламанен, тала-ингод (может иметь достаточную разборчивость с матигсалугским языком), тигва (есть взаимопонятность с матигсалугским языком).